# Calcita

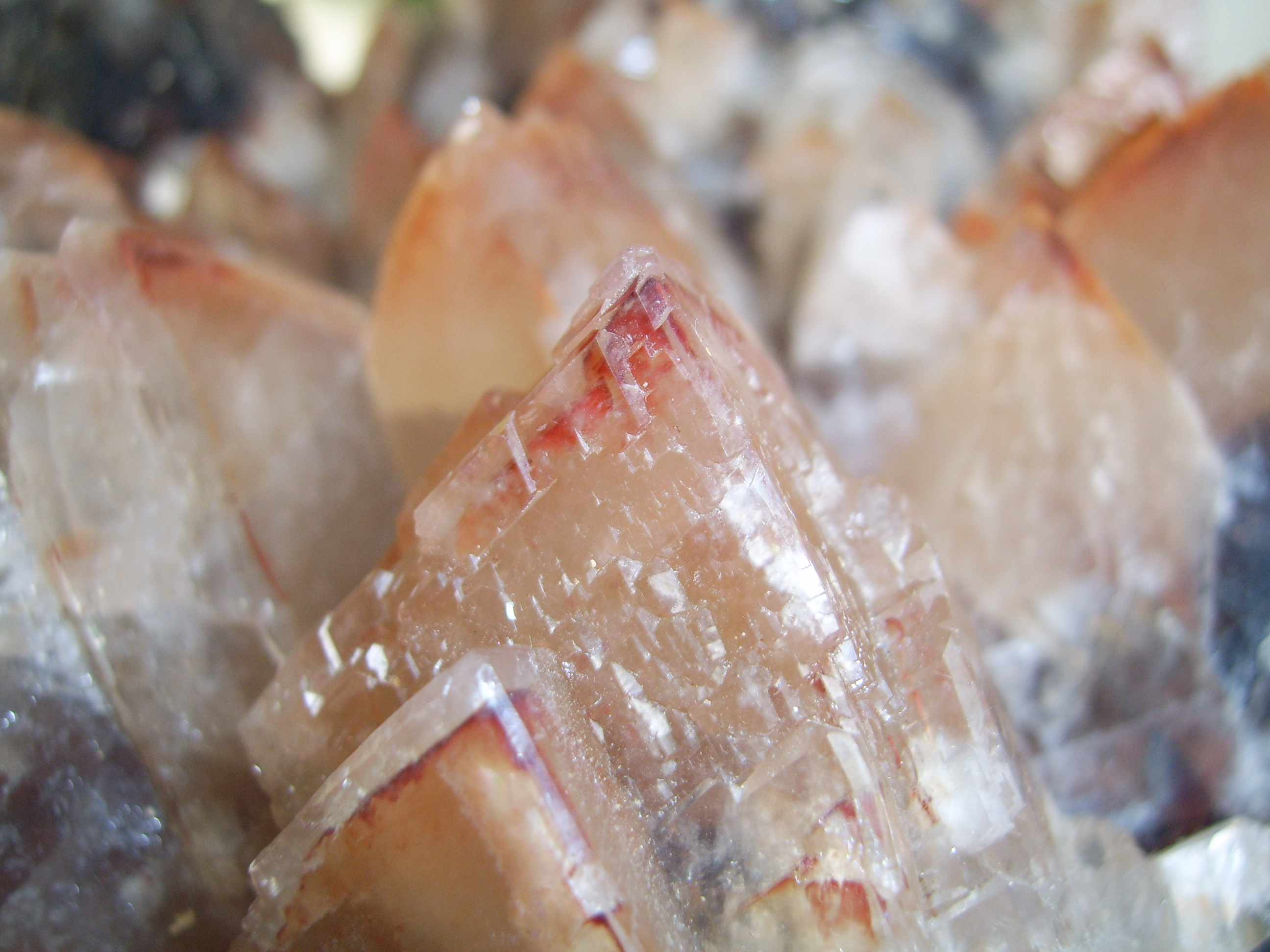
Cristais de calcita.

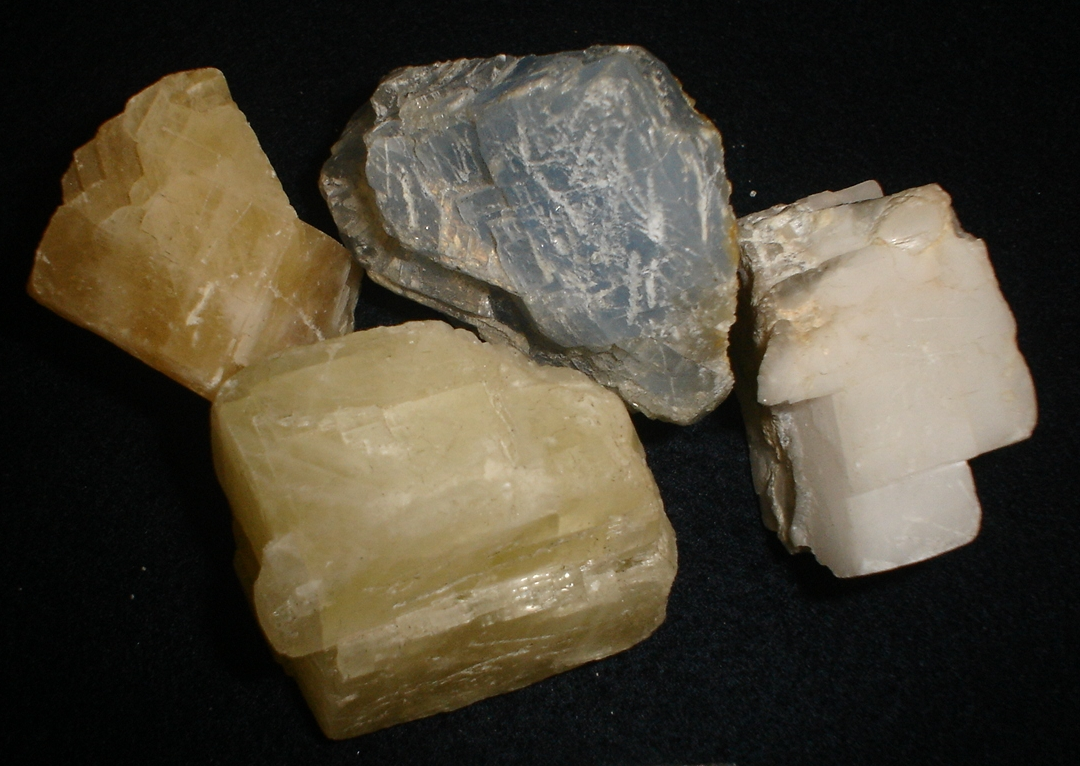
Calcitas de diversas cores

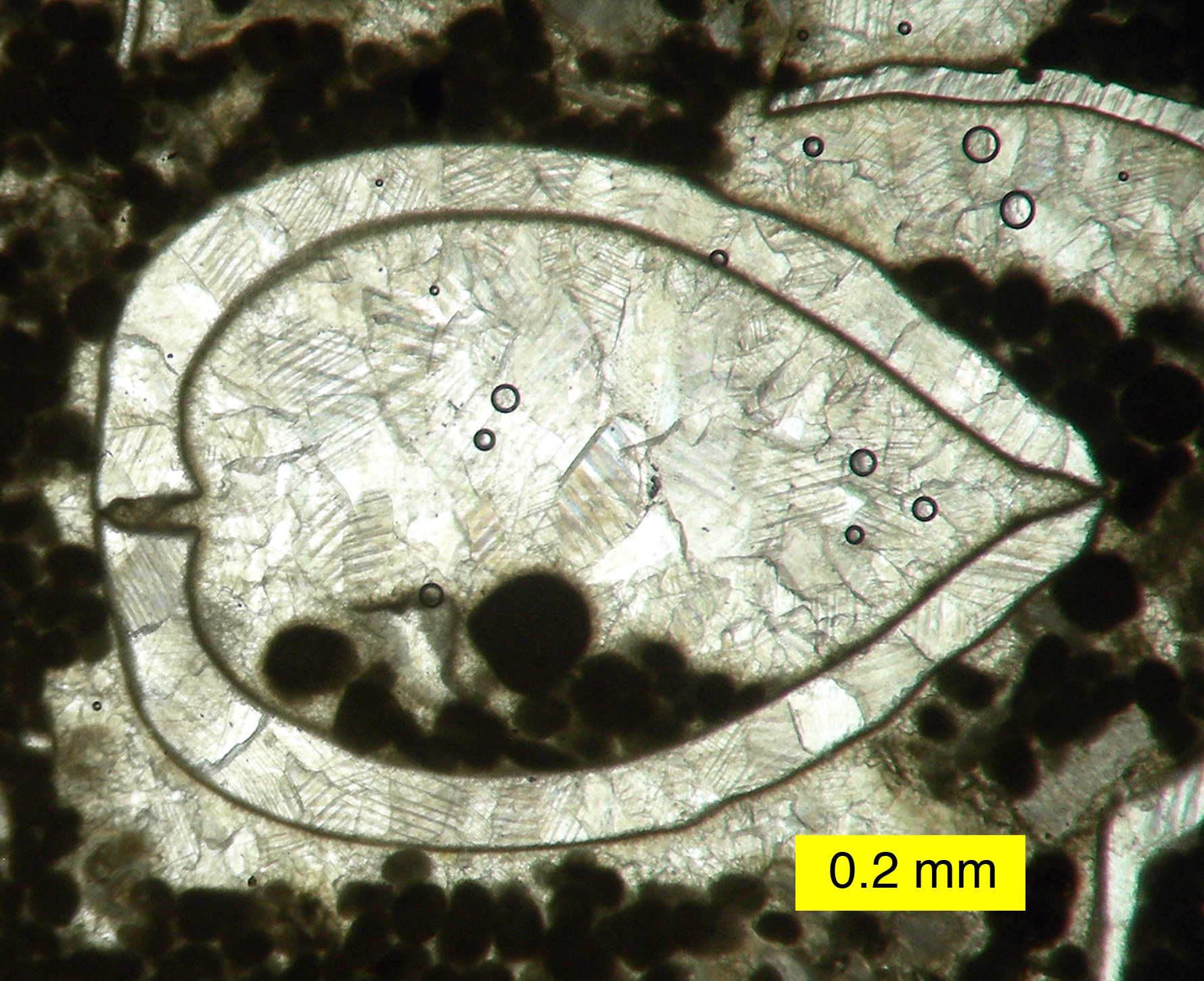
Cristais de calcita.

A Calcita (português brasileiro) ou Calcite (português europeu), é um mineral com composição química CaCO3, com clivagem perfeita e romboédrica. 
Cristaliza em uma grande variedade de formas.  É fonte de cálcio e cal, sendo importante também como pedra decorativa (mármore-ônix) e em instrumentos óticos (quando límpida e incolor). É o principal constituinte dos calcários e mármores, ocorrendo também em conchas, bem como cimento em rochas sedimentares e em carbonatos. 
Tem o cálcio como principal elemento formador.
A calcita ou calcite é o mineral constituinte do calcário. Normalmente nas grutas de calcário  as estalagmites e estalactites são feitas de calcita.
A chamada água dura, é uma água encontrada em regiões ricas em calcita contendo uma alta concentração de cálcio. Se a concentração for muito alta, a água não faz espuma em contato com o sabão.
Quando a calcite se dissolve, os seus sais escorrem pelas grutas e formam as estalactites e as estalagmites.
A palavra "calcita" é derivada do vocábulo alemão "calcita", um termo do século XIX que veio da palavra latina para cal, "calx" (genitivo "calcis"), com o sufixo -ita, utilizado para nomear minerais.

## Dados gerais
Fórmula: CaCO3

Dureza na escala de Mohs: 3. 

Peso específico: 2,6 - 2,8.

Cor: incolor, branca 
 
Cor do traço: branco. 

Brilho: vítreo. 

Cristais: trigonal.

Clivagem: perfeita, em três direções.
 
Origem: hidrotermal, sedimentar. 

Etimologia: do latim calx, cal queimada.

Reage fortemente com ácido clorídrico, mesmo diluído e a frio.
Densidade: 2.7

## Principal importância
A acidificação do solo é provocada pela lixiviação de elementos nutrientes (Ca, Mg, K) substituídos por hidrogênio (reação ácida) e alumínio (elemento tóxico). A calcita vai funcionar como um corretivo de acidez do solo pela seguinte reação química:
- Coloide H H + CaCO3 ⇒ Coloide Ca + H2O + CO2(essa é a reação química transformada pela acidez do solo)